# Провинции на Италия
Провинция в Италия (на италиански: provincia, провинча, мн. ч. province, провинче) е административно-териториална единица, чиято територия е по-малка от регионалната и по-голяма от общинската, и която се състои от повече общини. Главните закони, управляващи провинциите, се намират в Глава V на Част II на Конституцията на Италия (чл. 114 и следващи).

## Обща информация
Към 1 януари 2021 г. провинциите в Италия в тясно административен план са 80. Те не са единственото териториално подразделение, идващо непосредствено след регионалното. На същото ниво съществуват и други административни или статистически единици, на които е разделена Италия, с общ брой '107':
- 100 административни единици от второ ниво, сред които:
  - 80 действащи провинции
  - 14 метрополни града (на италиански: città metropolitane), определени чрез Закон №56 от 7 април 2014 г. (Закон Делрио),[3] които заместват едноименните провинции: 10 в регионите с обикновен статут (столицата Рим, Торино, Милано, Венеция, Генуа, Болоня, Флоренция, Бари, Неапол, Реджо Калабрия) и 4 в регионите със специален статут (Каляри, Катания, Месина и Палермо)
  - 6 свободни общински консорциума (на италиански: liberi consorzi comunali) в регион Сицилия, заместващи 9-те регионални провинции. Те са териториални единици с обширна територия и със законова, регулаторна, административна, данъчна и финансова автономия. Консорциумите са учредени с Регионален закон № 8 от 24 март 2014 г. със заглавие „Учредяване на Свободните общински консорциуми и на Метрополните градове“,[4] и са регулирани от последвалия Регионален закон № 15 от 4 август 2015 г. „Разпоредби относно свободните общински консорциуми и Метрополните градове“.[5]
- 2 автономни провинции (на италиански: province autonome) в регион Трентино-Алто Адидже/Южен Тирол: Тренто и Южен Тирол, които имат по-голяма власт от провинциите с обикновен статут, която е подобна на властта на регионите
- 5 административно несъществуващи вече провинции в регионите Фриули - Венеция Джулия и Вале д'Аоста, включени за статистически цели. Тук влизат 4-те бивши провинции на Фриули-Венеция Джулия: Триест, Гориция и Порденоне, несъществуващи от 30 септември 2017 г., премахнати с Регионален закон № 20 от 9 декември 2016 г.[6] и заменени от 18 междуобщински териториални обединения, и Удине, несъществуваща от 1 януари 2019 г., както и бившата Провинция Аоста. В автономен регион Вале д'Аоста провинциалното управление е поверено на регионалното правителство, затова там провинции не съществуват.

Всяка провинция е идентифицирана с двубуквена абревиатура и може да има повече от един главен град: към декември 2019 г. 1 действаща провинция е с 2 главни града (Форли-Чезена), а друга действаща провинция е с 3 (Барлета-Андрия-Трани).
Съюзът на италианските провинции (Unione delle Province d'Italia – UPI) е асоциация, която обединява и представлява Метрополните градове и провинциите с изключение на автономните провинции Болцано и Тренто, които участват в Съвета за връзки между Държавата и Регионите (Conferenza Stato-Ragioni) и Вале д'Аоста (автономен регион в който няма провинциален орган).

## Наименования на провинциите
Наименованията на италианските провинции почти винаги съответстват на имената на техните столици с няколко изключения. Към 31 декември 2019 г. сред италианските действащи провинции има:
- Три провинции с двойно наименование: Пезаро и Урбино, Маса и Карара, Форли-Чезена. След повече от век и половина на неясноти, дължащи се на появата им преди Обединена Италия, през 2014 г. Пезаро и Урбино определят в своя устав една-единствената столица – Пезаро. Проблемът между Маса и Карара е решен в полза на Маса с указ от 1946 г. Почетното преименуване на Форли-Чезена през 1992 г. не засяга единствената столица Форли.
- Две провинции с тройно наименование: Барлета-Андрия-Трани, на която съответстват три столици, и Вербано-Кузио-Осола, която е с една столица – Вербания.
- Три провинции с географско наименование: Южна Сардиния, Вербано-Кузио-Осола и Монца и Брианца, като всяка от тях има една-единствена столица.

Освен това
- Провиния Фоджа е позната под името Капитаната (Capitanata).
- Шест провинции са двуезични. Напълно двуезични са провинция Южен Тирол и автономен регион Вале д'Аоста: в първата освен италиански език се говори немски, а във Вале д'Аоста – френски език. Частично двуезични са Тренто, Триест, Гориция и Удине. Немско малцинство има в Болцано и Удине, словенско – в Триест, Гориция и Удине, ладинско и фриулско – в Болцано, Тренто, Удине и Гориция, и френско – в Аоста (макар че там по-често се говори франко-провансалски език). Всички тези езикови малцинства са защитени от специални регионални и провинциални закони. За разлика от други италиански провинции тук общините издават двуезични лични карти.

## Статистика
Към 1 януари 2022 г.:
| №   | Провинция                     | Площ (км2) |
| --- | ----------------------------- | ---------- |
| 1   | Сасари                        | 7691,75    |
| 2   | Болцано                       | 7397,86    |
| 3   | Фоджа                         | 7007,33    |
| 4   | Кунео                         | 6894,83    |
| 5   | Метрополен град Торино        | 6826,91    |
| 6   | Козенца                       | 6709,62    |
| ... |                               |            |
| 103 | Лоди                          | 782,97     |
| 104 | Гориция (несъщ. от 30.9.2017) | 475,40     |
| 105 | Монца и Брианца               | 405,41     |
| 106 | Прато                         | 365,66     |
| 107 | Триест (несъщ. от 30.9.2017)  | 212,51     |

| №   | Провинция                     | Гъстота (д./км2) |
| --- | ----------------------------- | ---------------- |
| 1   | Метрополен град Неапол        | 2517             |
| 2   | Монца и Брианца               | 2146             |
| 3   | Метрополен град Милано        | 2055             |
| 4   | Триест (не същ. от 30.9.2017) | 1085             |
| 5   | Метрополен град Столица Рим   | 787              |
| ... |                               |                  |
| 103 | Южна Сардиния                 | 51               |
| 104 | Ористано                      | 50               |
| 105 | Гросето                       | 48               |
| 106 | Аоста                         | 38               |
| 107 | Нуоро                         | 35               |

## История на италианските провинции

### Античност и Средновековие
Италия, от разпадането на Римската империя до средата на 19 век, никога не е била обединена от политическа гледна точка.
В римско време провинциите са завладени територии (pro-victae), администрирани от магистрат (пропретор, проконсул), назначен от Рим. Те имат юридически характер на териториално разделение на Империята, в които жителите не се ползват със същите права като тези на римските граждани.
С края на Римската империя провинциалният териториален ред се променя значително. Варварските нашествия водят до раждането на нови териториални разделения (херцогства, графства, маркграфства), с които се характеризира феодалната епоха. В този контекст отделните феодални владения не са подложени на пряка висша държавна власт (Империя или Църква), а самите те са господарства със силна автономия по отношение на нея.
Силната автономия се запазва и през комуналния период, в който „градовете“ привличат заобикалящата ги територия в своята сфера на политическо и икономическо влияние. Тази тясна връзка между града и провинцията е една от особеностите на сегашната териториална структура на италианските провинции, организирани обикновено около главен град – референтната точка за интересите, гравитиращи в провинциалната територия.
С бавната поява на държавна власт (около синьориите и княжествата) провинциите стават административно териториални деления. Тази тенденция се затвърждава с раждането на съвременните национални държави.

### Ситуацията преди Обединението на Италия
Ако се разгледат административните деления на държавите преди Обединението на Италия, може да се реконструира географският модел на провинциалните области, върху които ще бъде изграден териториалният ред на Кралство Италия.

#### Административно разделение на Кралство Сардиния
Временната териториална подредба на Кралство Сардиния е извършена с Указ на крал Виктор Емануил I от 7 октомври 1814 г., ревизирана с Указ от 27 октомври 1815 г. след присъединяването на Лигурия, докато окончателната административна реорганизация е утвърдена на 10 ноември 1818 г., когато е създаден и организиран дивизионен модел, основан на този на Наполеоновата империя. Той е на четири административни нива: окръг, участък (divisione), отговарящ на френския департамент и управляван от губернатор, провинция (provincia), отговаряща на арондисмонта, област (mandamento), отговарящ на кантона, и общината (comune). Териториалното разделение от времето на Наполеон до голяма степен е запазено. Кралство Сардиния по онова време е разделено на 10 окръга и 51 провинции:
- Департамент По става Окръг Торино, който включва следните 5 провинции: Торино, Биела, Ивреа, Пинероло и Суза
- Департамент Дора става Окръг Аоста, който включва само 1 провинция: Аоста
- Департамент Стура става Окръг Кунео, който включва следните 4 провинции: Кунео, Алба, Мондови и Салуцо
- Департамент Маренго става Окръг Алесандрия, който включва следните 6 провинции: Алесандрия, Акви, Асти, Казале, Тортона и Вогера
- Департамент Сезия и възвърнатият Департамент Агоня образуват Окръг Новара, който включва следните 6 провинции: Новара, Ломелина, Осола, Паланца, Валсезия и Верчели
- Департамент Морски Алпи става Окръг Ница, който включва следните 3 провинции: Ница, Сан Ремо и Онелия (последните две са отнети от Лигурия)
- Департамент Монблан и Савойската част на Департамент Женевско езеро стават Окръг Савоя, който включва следните 8 провинции: Савоа, От Савоа, Каруж, Шаблез, Фосини, Женевез, Мориен и Тарантез
- Лигурия съставя Окръг Генуа, който включва следните 6 провинции: Генуа, Албенга, Бобио, Киавари, Леванте, Нови и Савона

Сардиния е разделена на две области:
- на юг – Окръг Каляри, който включва следните 6 провинции: Каляри, Иглесиас, Изили, Ланузей, Нуоро и Бузаки (с град Ористано)
- на север – Окръг Сасари, който включва следните 5 провинции: Сасари, Алгеро, Кулиери, Оциери и Темпио (последната не съществува между 1821 и 1833 г.)

Савойската монархия се опитва да изгради хомогенни области на провинциално ниво, които да имат предвид исторически изградените с течение на времето карти в различните държави. Тя реформира това териториално разделение с Указа на Карл Алберт от 27 ноември 1847 г. (Regio editto per l'Amministrazione dei Comuni e delle Provincie) и с този от 7 октомври 1848 г., които са включени в две основни исторически събития: т. нар. „Съвършено сливане“ от 1847 г., което премахва административно старите държави на Кралството, реорганизирайки страната в една единна държава, и предоставянето на Албертиновия устав от 4 март 1948 г., който води до ограничено олигархично представителство. Благодарение на тези закони административната система на Пиемонт се разпростира из цялата Савойска територия, предоставя правен статут на двата висши органа и създава окръжни и провинциални избирателни съвети.
Окръзите от 10 нарастват на 11. Окръг Аоста е премахнат и е обединен с този на Торино. Окръг Савоя също е премахнат и неговата територия е разделена на два нови окръга – Анси и Шамбери. В Сардиния е създаден трети окръг. Следователно от 1848 г. Кралство Сардиния е разделено на окръзи (divisioni), всяка от които е разделена на провинции (province), от своя страна разделени на интенданства (intendenze):
- Окръг Торино, който включва 6 провинции: Торино, Аоста, Биела, Ивреа, Пинероло и Суза
- Окръг Кунео, който включва 4 провинции: Кунеро, Алба, Мондови и Салуцо
- Окръг Александрия, който включва 6 провинции: Алесандрия, Акви, Асти, Казале, Тортона и Вогера
- Окръг Новара, който включва 6 провинции: Новара, Ломелина, Осола, Паланца, Валсезия и Верчели
- Окръг Генуа, който включва 7 провинции: Генуа, Албенга, Бобио, Киавари, Ди Леванте, Нови и Савона.
- Окръг Ница, който включва 3 провинции: Ница, Сан Ремо и Онеля
- Окръг Анси, който включва 3 провинции: Шабле, Фосини и Женевез
- Окръг Шамбери, който включва 4 провинции: Савоа, От Савоа, Мориен и Тарантез
- Окръг Каляри, който включва 4 провинции: Каляри, Ористано, Иглесиас и Изили
- Окръг Нуоро, който включва 3 провинции: Нуоро, Кулиери и Ланузей
- Окръг Сасари, който включва 4 провинции: Сасари, Алгеро, Оциери и Темпио.

Административното обединение на страната между 1851 и 1870 г. става чрез децентрализиране на държавната структура на властта в провинциите: префекти, интенданти, провинции, търговски палати, благотворителни организации. По този начин биват наследени териториалните подразделения, до голяма степен съществуващи в държавите преди Обединението, благодарение на проучванията, извършени от знаменити учени по география и статистика, допринесли за придаване на унифицирано тълкуване на териториалния ред на полуострова.

### От Обединението на Италия до 1927 г.
Много от провинциите са създадени или реформирани от предходните филосавойски администрации, а други са „прехвърлени“ директно от епохата преди Обединението на Италия към тази на Новата държава, бивайки по този начин preater legem (неуредена от закона област). Всички главни градове, с изключение на Порто Маурицио (една от двете части на град Империя, до 1923 г. автономна община и главен град на тогавашната провинция Порто Маурицио), са издигнати в такъв ранг десетилетия преди националното обединение.
На 23 октомври 1859 г., по инициатива на министъра на вътрешните работи на Kралството Урбано Ратаци, е приет т. нар. „Указ Ратаци“ (на италиански: Decreto Ratazzi) или Закон n. 3702 на Кралство Сардиния. Законът преработва административната география на цялата Савойска държава благодарение на правомощията, временно предоставени на правителството на Алфонсо ла Мармора поради Втората война за независимост на Италия. Тъй като Договорът от Цюрих не е все още в сила, Законът е приложен незаконно от гледна точка на международното право и към ломбардската част на Кралство Ломбардия-Венеция. Частта е подложена на военна окупация от Кралство Сардиния с примирието от Вилафранка от 11 юли 1859 г., сключено между Наполеон III и Франц Йозиф Австрийски, към което на 2 юли се присъединява и крал Виктор Емануил II. Съдържащият се в Закона ред е разширен в периода 1859 – 1861 г. до цяла Италия: 27 декември 1859 г. за Емилия-Романя; 24 и 30 септември 1860 г. за Марке, 22 септември 1860 г. за Умбрия, 26 август 1860 г. за Сицилия, 31 декември 1859 г. и 12 февруари 1860 г. за Тоскана, 2 януари 1861 г. за неаполитанците. По френски модел територията е разделена на провинции (province), окръзи (circondari), райони (mandamenti) и общини (comuni). Във всяка провинция има
- 1 Губернатор, който представлява изпълнителната власт в цялата провинция и зависи от Министерството на вътрешните работи. Впоследствие той става Префект (Декрет n. 250 от 9 октомври 1861 г.). Фигурата на Префекта се вдъхновява от Наполеоновите префекти на департаментите, но се различава съществено от тях поради факта, че представлява единствено Министерството на вътрешните работи, а по-голямата част от останалите министерства създават децентрирани и второстепенни длъжности и администрации на провинциално, окръжно и районно ниво, гледащи на Префекта като на вид координатор.
- 1 Вицегубернатор, който представя Губернатора в случай на отсъствие или пречки.
- Управителен съвет (Consiglio di Governo), който има законодателна власт. Състои се от максимум 5 съветника и начело на него стои Губернаторът, а при отсъствие – Вицегубернаторът.

Провинцията е определена като „морално тяло със способност за притежание и със собствена администрация, която подкрепя и представлява неговите интереси“ (чл. 145, гл. 1, загл. 3). Администрацията на всяка провинция се състои от:
- Провинциален съвет (Consiglio provinciale). Състои се от 20, 40, 50 или 60 члена в зависимост от населението на дадена провинция, живущи в дадената провинция и с повече от 25-годишна възраст, които са избирани за 5 години от всичките избиратели на районите, но представляващи цялата Провинция. Всичките заседателни сесии на Съвета са откривани и закривани от Губернатора или Вицегубернатора в името на Краля. Губернаторът присъства на тях като Комисар на Краля, но няма законодателна власт. Той може да го на свиква извънредни заседания или да разпуска заседания. На второто си заседание Съветът номинира 1 Президент, 1 Зам. президент, 1 Секретар и 1 Зам. секретар, които изпълняват тази функция за период от една година. Президентът може да препраща директно на Министерството на вътрешните работи онези актове, които сметне за необходими.
- Провинциално представителство (Deputazione provinciale), което има ролята да представя Провинциалния съвет в интервала между сесиите и притежава изпълнителната власт. То се състои от Губернатора (в ролята му на негов Президент), който го свиква в главния град на провинцията, и от членове (4, 6 или 8 на брой, като може да има и допълнителни такива), избирани от Провинциалния съвет с абсолютно мнозинство за период от 1 година.

Така провинцията се ражда като орган на местната власт, притежаваща собствено избираемо представителство и автономна администрация.
На 15 януари 1860 г. се провеждат първите провинциални избори. Старите провинции на Пиемонт с ограничена територия са преименувани на окръзи и се обединяват в нови провинции, които съвпадат с окръзите на Савойското кралство. Ломбардските провинции, които са доста големи и с дълбоки исторически и културни традиции, претърпяват няколко промени: премахва се провинция Лоди и Крема, а нейните територии за разпределени между провинция Милано и провинция Кремона, реорганизара се провинция Павия, единствената, която се разпростира на територии, които вече са принадлежали на двете държави.

Провинциите, определени чрез Указ Ратаци, са:
- Алесандрия, включваща днешните провинции Алесандрия и Асти
- Анси, днешен френски департамент От Савоа, отстъпен на Франция през 1860 г.
- Бергамо, който оттогава претърпява само маргинални корекции на границите
- Бреша, към която са присъединени по-северните общини на Мантуа, завладени през войната
- Каляри, навремето обхващащ и южната част на днешната провинция Нуоро, както и настоящите провинции Ористано и Южна Сардиния
- Шамбери, сегашен Департамент Савоа, отстъпен на Франция през 1860 г.
- Комо, включващ по-голямата част от сегашна провинция Варезе и почти цялата днешна провинция Леко
- Кремона, която включва и онези общини на Мантуа, преминали към Италия, намирайки се отдясно на линията на примирие – река Олио
- Кунео, чиито граници с други италиански провинции са почти непроменени оттогава
- Генуа, включително настоящите провинции Генуа, Савона и Ла Специя, с изключение на общините Ронданина, Фаша, Горето, Ровеньо и Фонтанигорда
- Милано, включително част от днешна провинция Варезе и настоящите провинции Лоди и Монца и Брианца
- Ница, включително сегашния Arrondissement Ница, отстъпен на Франция една част през 1860 г., а останалата част през 1947 г., и днешната провинция Империя, която след 1860 г., като единствена част от провинция Ница, се включва в Кралство Италия и става провинция Порто Маурицио
- Новара, включително настоящите провинции Новара, Верчели, Биела и Вербано-Кусио-Осола
- Павия, която връща на Милано общините, дадени ѝ от Хабсбургите, и която до голяма степен е възстановена в собствените си територии до началото на 18 век, постепенно отнети ѝ с експанзионизма на Савойската държава
- Сасари, която навремето включва и северната част на днешна провинция Нуоро
- Сондрио, единствената напълно идентична на днешната провинция и непроменена през периода на Хабсбургите
- Торино, включително настоящите провинции Торино и Аоста, както и някои планински територии, дадени на Франция през 1947 г.

При Обединението на Италия на 17 март 1861 г. провинциите са 58 и националната територия не включва днешните региони Венето (включително територията на днешната провинция Мантуа), Фриули-Венеция Джулия и Трентино-Южен Тирол (все още част от Хабсбургската империя), и Лацио (който остава част от Папската държава). Част от италианската територия обаче са окръг Риети, до този момент част от провинция Перуджа, и окръзите Читадукале в провинция Л'Акуила и Гаета и Сора в провинция Тера ди Лаворо.
В контекста на Първата италианска унитарна държава провинцията се характеризира като междинен орган между Общината и Държавата, но преди всичко като център на децентрализация на централната администрация, където фигурата на Префекта, представител на правителството на местно ниво, контролира множеството институции, наследени от държавите преди Обединението. Следователно създаването на провинцията е създаване на държавен законодателен орган, който се конфигурира като междинна връзка между общината и държавата и обединява набор от по-малки общини около най-важния град (столицата), така че от периферията на избирателния район все още е възможно да стигнеш до столицата и се прибереш за един ден (на кон), за да оправиш нещата, за които е нужна намеса на държавния орган.
След Обединението на Италия, с цел реорганизация и централизация на новородената държава, е приет Закон n. 2248 от 20 март 1865 г., познат и като „Закон Ланца“, който отменя Хабсбургското административно законодателство, запазено от 1859 г. в Тоскана заради неговите усъвършенствани характеристики. Впоследствие Законът обхваща Венето през 1867 г. и Лацио през 1870 г. С него Провинциалното представителство се подновява наполовина всяка година, което дава повече стабилност на службата на провинциалния депутат.
През 1866 г., след Третата война срещу Австрия, Кралство Италия превзема териториите на Венето, Фриули и Мантуа, и се създават 8 нови провинции (Белуно, Венеция, Верона, Виченца, Падуа, Ровиго, Тревизо и Удине). Създава се провинция Мантуа, а през 1870 г., след завоюването на бъдещата столица Рим – провинция Рим. Броят на провинциите нараства на 69.

### Провинциите в епохата на фашизма
Фашисткият режим преначертава граници, премества общини от един окръг в друг, преработва границите на някои общини (Пескара, Терни, Гориция, Рагуза), установява повторно обединение, сливания или премахване на общините, създава нови провинции, премахва областите и окръзите. Кралският декрет n. 2839 от 30 декември 1923 г. утвърждава местната власт в ръцете на Префектите, и на централната политическа власт.
През 1920 г., след края на Първата световна война, Италия превзема района Венеция Тридентина (днешен Трентино-Южен Тирол до Бренер) и Венеция Джулия (от Триест до Задар без град Фиуме, в днешна Хърватия). Вследствие на това се създава провинция Тренто.
През 1921 г. официалното название на провинция Тера ди Лаворо става Казерта. През 1923 г. се създават три нови провинции – Специя, Триест и Йонийската провинция, а провинция Порто Маурицио става Империя. През 1924 г. се създават новите провинции Фиуме, Пула и Задар. Броят на провинциите става 76.
Вследствие на решението на фашисткия режим да учреди териториалните райони (cirscoscrizioni territoriali) на Държавата на общинско и на провинциално равнище, през 1927 г., въз основа на Кралския законодателен указ № 1/1927 г. от 2 януари 1927 г. със заглавие „Преобразуване на провинциите“, се създават още 17 провинции: Аоста, Верчели, Варезе, Савона, Южен Тирол, Гориция, Пистоя, Пескара, Риети, Терни, Витербо, Фрозиноне, Бриндизи, Матера, Рагуза, Кастроджовани и Нуоро, и се премахват провинция Казерта и окръзите, които са били на междинно ниво между провинциите и общините. През същата година Кастроджовани сменя името си на провинция Ена, а Джирдженти става Агридженто. В речта си пред Камарата на депутатите от 27 май 1927 г., известна като „Реч на Възнесение“ Мусолини оправдава създаването на тези провинции като нужда от „по-добро разпределение на населението“ и от спиране на изселването на провинцията и малките градове за сметка на големите градове. Целта обаче е в провинциите да се назначат верни на режима префекти.
През 1930 г. провинция Фиуме става Карнаро, а през 1931 г. Бари деле Пулие става провинция Бари. Така от 68 провинции през 1870 г. през 1931 г. вече има 92.
През 1934 г. се създава провинция Литория (днешна Латина), а през 1935 г. – провинция Асти.
През 1939 г. провинция Акуила дели Абруци сменя името си на провинция Л'Акуила. През 1940 г. провинция Фриули става провинция Удине. През 1941 г., след завоюването на крайбрежните територии на Кралство Югославия, провинция Задар става част от Губернаторство Далмация (включващо провинциите Зара (Задар), Спалато (Сплит) и Катаро (Котор)), а в днешната територия на Словения, превзета от италианската армия, се създава провинция Любляна. Броят на провинциите става 95 (освен окупационните зони, губернаторствата и колониите).
Системата на провинциите намира окончателното си утвърждаване с Единен текст n. 383 от 3 март 1934 г., в който провинцията е определена като „автономен териториален орган“, с призната правосубектност и ограничена административна самостоятелност. Тя има собствени компетенции според постановеното от закона, макар и те да се свеждат главно до пътищата и до социалния и здравния сектор. Окончателно са преодолени районите (mandamenti) и окръзите (circondari), така че държавната администрация на местно ниво се извършва само на 2 териториални нива –общинско и провинциално. Въпреки че след падането на фашисткия режим е възстановена избираемостта на провинциалните съвети, които избират Президента на провинцията и провинциалното правителство, уредбата на местната автономия дълго време е свързана с Единния текст.

### След Втората световна война
След края на Втората световна война някои промени в териториалното провинциално разпределение са в резултат на смяната на режима.
През 1945 г. провинция Аоста приема името „Вале д'Аоста“, провинция Литория става Латина и се създава отново провинция Казерта. През 1946 г. провинция Апуания получава ново название – Маса-Карара и Маса бива обявявена за провинциална столица. През 1947 г., въз основа на Парижкия мирен договор от 10 февруари 1947 г., Италия губи териториите на провинциите Истрия, Карнаро и Далмация. и големи части от провинциите Триест и Гориция, превзети от Югославия, докато оставащата територия на провинция Триест (зона A) е окупирана от американските и английските сили, които създават Свободна територия Триест, официално независима от Италия.
Когато Италия става република на 2 юни 1946 г., провинциите са 91 на брой.
През 1948 г. провинция Вале д'Аоста става административен автономен регион със специален статут.
През 1948 г. е приета Конституцията на Република Италия, която се основава на принципите на автономия, демокрация и институционален плурализъм. Чл. 114 гласи, че „Републиката се дели на региони, провинции и общини“. В чл. 5 е залегнал принципът, според който провинциите, подобно на общините, са автономни и демократични териториални институции, които Републиката признава и насърчава в ролята им на демонстративни органи на съществуващите преди Държавата общности. Чл. 128 гласи, че „Провинциите и общините са автономни образувания в рамките на принципите, установени от общите закони на Републиката, които определят техните функции“. Докато регионите са органи, управлявани пряко от Конституцията, общините и провинциите се управляват от обикновения законодател, бидейки автономни органи „с конституционно значение“, чиито уредба произтича (поне принципно) от общите закони на Републиката.
През 1951 г. Йонийската провинция изменя името си на Таранто. Провинция Триест се обединява отново с Италия през 1954 г.
През 1968 г. се създава провинция Порденоне, през 1970 г. – провинция Изерния и през 1974 г. – провинция Ористано. Броят на провинциите е 95 (включително регион Вале д'Аоста).
Aвтономен регион Сицилия създава с Регионален закон № 9 от 1986 г. Свободен консорциум от общини, наречен „Регионална провинция“ – референтен орган за местните общности, посветен на координацията на икономическото и социалното развитие на територията. Регионалният закон узаконява Сицилианските провинции да приемат проект за икономическо и социално планиране в съответствие с планираното регионално развитие и с нуждите на територията. Това е израз на по-голямата роля на регионалната провинция като посредник и координатор между Държавата, Региона и общините. Регионалните провинции контролират планирането на основната жп и пътна мрежа на провинциалната територия и разположението на строежите и предприятията с отвъд общинския интерес. Административните им функции засягат обширни междуобщински райони или цялата провинциална територия. Най-значимите компетенции на регионалните провинции са социалните услуги, управлението на културното наследство и разпространението на културата, икономическото развитие, опазването на територията и околната среда, опазването на почвата и опазването на хидрогеоложките ресурси.

### Реформа на местните автономии от 1990 г.
Закон n. 142 от 8 юни 1990 г. „Уредба за местните автономии“ е първото съгласувано прилагане на принципите на автономия, залегнали в Конституцията на Република Италия. Представлява общ закон за принципите, които уреждат основните аспекти на местната уредба, но предоставя широко поле за развитие на автономността на местните органи, които вече не са единствено „автаркични органи“. В този контекст провинцията е дефинирана като „междинен местен орган между Общината и Региона“, който „се грижи за интересите и насърчава развитието на провинциалната общност“. На Провинцията като институция, представляваща провинциалната общност и нейните интереси, вече не се гледа като на алтернатива на Региона, а като на връзка между него и общините.
Реформата поставя основите за нарастване на местната автономия. Функциите на териториално програмиране и планиране се признават като пряка задача на провинцията, както и важни оперативни функции в областта на училищата, трафика, транспорта, околната среда и местното развитие. В същото време се признава и функцията ѝ да подпомага общините на територията и възможността да осъществява в сътрудничество с тях дейности чрез съглашения, програмни споразумения и форми за асоцииране.
Новият институционален статут на Провинцията е подложен на по-нататъшно развитие със Закон n. 81 от 25 март 1993 г., който предвижда прякото избиране на кметовете и на Президента на провинцията. Този закон прекъсва традиционната система за легитимация, даващ на партиите „почти“ изключителната роля за определяне на нивата на политическо представителство и е част от административните реформи, които засилват пряката отговорност на администрацията спрямо гражданите.
През 1992 г. се създават 8 нови провинции: Вербано-Кузио-Осола, Биела, Леко, Лоди, Римини, Прато, Кротоне, Вибо Валентия, а провинцията Форли изменя името си на Форли-Чезена.

### Промени през 21 век
През 2001 г. автономният регион Сардиния създава 4 нови провинции, влизащи в действие през 2005 г.: Олбия-Темпио, Олястра, Медио Кампидано и Карбония-Иглесиас. През 2004 г. Италианският парламент създава 3 провинции: Монца и Брианца, Фермо и Барлета-Андрия-Трани, влизащи в действие през 2009 г.; провинциите са 110 на брой.
През 2009 г. министър Роберто Калдероли премахва Кралския указ от 1938 г. и Указа от 1946 г., и провинцията Маса-Карара получава отново оригиналното си название Маса и Карара.
През 2016 г. Сардиния успява след 4 години да приложи резултатите от референдума, проведен на острова през 2012 г., който постановява премахването на четирите провинции, създадени през 2001 г. Заедно с това се създава Метрополен град Каляри, който е единственият случай в Италия на прилагане на оригиналната идея за метрополен град от 1990 г. Той включва само общините, свързани с главния град Каляри, а не цялата бивша провинция. Поради това се ражда провинция Южна Сардиния (закон N. 2 от 4 февруари 2016 г.), която включва териториите на бившите провинции Карбония-Иглесиас и Медио Кампидано, премахнати в резултат на референдума от 2012 г., заедно с онези общини от провинция Каляри, които не са част от едноименния метрополен град, както и общините Дженони (преди това част от провинция Ористано) и Сеуи (преди част от провинция Олиастра). Резултатът е намаляване с три единици на броя на италианските провинции, за първи път в републиканската история, поради ефективното премахване на институциите, а не заради институционалната трансформация или прехвърлянето им в чужди държави.
През 2017 г. автономната област Фриули-Венеция Джулия, в резултат на административното си преустройство, премахва трите провинции Триест, Гориция и Порденоне, докато през 2018 г. е премахната и последната провинция Удине (регионален закон n. 20 от 9 декември 2016 г.). Междуобщинските правомощия и компетенции са разделени между региона и 18-те общински териториални обединения.

### Териториална еволюция
| Година        | 1861 | 1866 | 1870 | 1923 | 1924 | 1927 | 1934 | 1935 | 1941 | 1944 |
| бр. провинции | 59   | 68   | 69   | 75   | 76   | 92   | 93   | 94   | 95   | 94   |

| Година        | 1945 | 1947 | 1954 | 1968 | 1970 | 1974 | 1995 | 2005 | 2009 | 2016 |
| бр. провинции | 93   | 91   | 92   | 93   | 94   | 95   | 103  | 107  | 110  | 107  |

## Описание

### Институционална структура
Закон n. 81 от 25 март 1993 г. установява прякото народно избиране на Президентите на италианските провинции, прибягвайки до балотаж, в случай че никой от кандидатите не получи абсолютно мнозинство при изборите. Мандатът на Президента, първоначално определен на четири години, е удължен на пет години, а цялата регулаторна система е консолидирана в „Консолидирания текст за законите за местно самоуправление“ или „Законодателен указ № 267 от 2000 г.“. Във всички случаи на смърт, гласуване на недоверие или отнемане на президентските пълномощия се провеждат нови провинциални избори, а в случай на политическа криза се установява временно управление на институцията от Комисар, назначен от Префекта. Едновременно с избора на Президент се провеждат и изборите за Провинциален съвет (Consiglio provinciale) на принципа на законодателното управление.
Броят на Съветниците варира от 24 до 45 според големината на населението. Те са избирани чрез особена пропорционална избирателна система с мажоритарна награда. Избирателите могат да отбележат върху жълтата избирателна бюлетина името на Кандидат-президента и на подкрепящия го Кандидат-съветник. На коалицията, подкрепящ избрания Президент, се гарантират минимум 60% от местата от съветническите кресла. Предвид тази клауза, местата се разпределят пропорционално по метода D'Hondt въз основа на гласовете, получени от различните коалиции, и на втора инстанция – от отделните списъци в единния избирателен район. Кандидатите обаче се представят в едномандатни избирателни райони и след определянето на броя на местата във всяка листа биват избрани онези кандидати получили най-високия процент гласове в своя избирателен район.

#### Реформа Делрио
Със Закон n. 56 от 7 април 2014 г. провинциите на регионите с обикновен статут са преобразувани в административни единици от втора степен в състояние да избират собствените си органи чрез ограничено избирателно право. Предвидена е трансформацията на десет провинции в Метрополни градове (на италиански: città metropolitane). Премахва се Провинциалната комисия (на италиански: Giunta provinciale) в регионите с обикновен статут, като понастоящем то все още е налице само в провинциите, чийто избирателен мандат не е изтекъл преди 2016 г. Управленческите функции са преразпределени в рамките на Провинциалния съвет (на италиански: Consiglio provinciale), като така значително се намалява броят на членовете му и се въвежда нова за републиканския политически живот на Италия форма на чисто президентско управление. Установява се нов вид орган – Асамблея на кметовете (на италиански: Assemblea dei sindaci), която има задачата да гласува финансовия бюджет и всичките законови промени. Специфични форми на автономия са предвидени за планинските провинции и те са обект на уточняване от регионалното законодателство.
В автономен регион Сицилия провинциите са с пълномощия от две години в очакване на проект за реформа, и подобно нещо се случва с новите Сардински провинции, премахнати чрез народния референдум. През 2015 г. са създадени 6 Свободни общински консорциума (на италиански: Liberi consorci comunali) и Метрополните градове Палермо, Катания и Месина, без обаче да има отклоняване от националното законодателство (касае се до чисто лексикални промени). Единствено в Сардиния създаването на Метрополен град Каляри е акт на автентична реформа, защото той включва само общините, свързани с него, а не цялата бивша провинция.
Съвсем различни норми регулират институционалния живот в автономен регион Вале д'Аоста и в автономните провинции Тренто и Болцано.
Във Фриули-Венеция Джулия, след промяна на специалния статут на региона, е приета реформа, която предвижда премахване на провинциите след изтичането на срока на действие на съответните провинциални съвети.

## Италианските провинции: списък
В тези таблици се показват данните за населението и неговата гъстота, площта, броят общини и административният регион на принадлежност на 107 италиански провинции (вкл. Вале д'Аоста и двете автономни провинции на Трентино-Южен Тирол). Провинциите са подредени по брой на населението. Данните са от 31 декември 2019 г.

### Повече от 3 000 000 души
| Провинция                   | Код | Регион    | Население (души) | Българи (души) | Площ (км²) | Гъстота (души./км²) | Общини (№) |
| --------------------------- | --- | --------- | ---------------- | -------------- | ---------- | ------------------- | ---------- |
| Метрополен град Столица Рим | RM  | Лацио     | 4 253 314        | 5542           | 5363,28    | 793                 | 121        |
| Метрополен град Милано      | MI  | Ломбардия | 3 267 327        | 5018           | 1575,65    | 2.072               | 133        |
| Метрополен град Неапол      | NA  | Кампания  | 3 034 410        | 3312           | 1178,93    | 2.574               | 92         |

### От 700 000 до 3 000 000 души
| Провинция                 | Код | Регион        | Население (души) | Българи (души) | Площ (км²) | Гъстота (души./км²) | Общини (№) |
| ------------------------- | --- | ------------- | ---------------- | -------------- | ---------- | ------------------- | ---------- |
| Метрополен град Торино    | TO  | Пиемонт       | 2 230 946        | 470            | 6827,00    | 327                 | 312        |
| Бреша                     | BS  | Ломбардия     | 1 255 437        | 491            | 4785,62    | 262                 | 205        |
| Метрополен град Бари      | BA  | Пулия         | 1 230 205        | 346            | 3862,88    | 318                 | 41         |
| Метрополен град Палермо   | PA  | Сицилия       | 1 222 988        | 37             | 5009,28    | 244                 | 82         |
| Бергамо                   | BG  | Ломбардия     | 1 108 126        | 598            | 2754,90    | 402                 | 243        |
| Салерно                   | SA  | Кампания      | 1 081 380        | 1754           | 4954,16    | 218                 | 158        |
| Метрополен град Катания   | CT  | Сицилия       | 1 072 634        | 1022           | 3573,68    | 300                 | 58         |
| Метрополен град Болоня    | BO  | Емилия-Романя | 1 021 501        | 642            | 3702,32    | 276                 | 55         |
| Метрополен град Флоренция | FI  | Тоскана       | 995 517          | 515            | 3513,69    | 283                 | 41         |
| Падуа                     | PD  | Венето        | 933 700          | 302            | 2144,15    | 435                 | 102        |
| Верона                    | VR  | Венето        | 924 942          | 835            | 3096,39    | 299                 | 98         |
| Казерта                   | CE  | Кампания      | 913 666          | 1776           | 2651,35    | 345                 | 104        |
| Варезе                    | VA  | Ломбардия     | 884 876          | 479            | 1198,11    | 739                 | 138        |
| Тревизо                   | TV  | Венето        | 883 522          | 234            | 2479,83    | 356                 | 94         |
| Монца и Брианца           | MB  | Ломбардия     | 870 193          | 1038           | 405,41     | 2146                | 55         |
| Виченца                   | VI  | Венето        | 855 297          | 297            | 2722,53    | 314                 | 114        |
| Метрополен град Венеция   | VE  | Венето        | 848 829          | 467            | 2472,91    | 343                 | 44         |
| Метрополен град Генуа     | GE  | Лигурия       | 826 194          | 484            | 1833,79    | 451                 | 67         |
| Лече                      | LE  | Пулия         | 782 165          | 1046           | 2799,07    | 279                 | 96         |
| Модена                    | MO  | Емилия-Романя | 707 119          | 464            | 2688,02    | 263                 | 47         |
| Козенца                   | CS  | Каляри        | 690 503          | 2150           | 6709,75    | 103                 | 150        |

### От 300 000 до 700 000 души
| Провинция                      | Код | Регион                | Население (души) | Българи (души) | Площ (км²) | Гъстота (души./км²) | Общини (№) |
| ------------------------------ | --- | --------------------- | ---------------- | -------------- | ---------- | ------------------- | ---------- |
| Перуджа                        | PG  | Умбрия                | 646 710          | 816            | 6337,15    | 102                 | 59         |
| Метрополен град Месина         | ME  | Сицилия               | 613 887          | 98             | 3266,12    | 188                 | 108        |
| Фоджа                          | FG  | Пулия                 | 606 904          | 1960           | 7007,54    | 87                  | 61         |
| Комо                           | CO  | Ломбардия             | 597 642          | 287            | 1279,04    | 467                 | 148        |
| Кунео                          | CN  | Пиемонт               | 586 113          | 952            | 6894,94    | 85                  | 247        |
| Таранто                        | TA  | Пулия                 | 563 995          | 169            | 2467,35    | 229                 | 29         |
| Латина                         | LT  | Лацио                 | 562 592          | 387            | 2256,16    | 249                 | 33         |
| Тренто                         | TN  | Трентино-Алто Адиже   | 545 425          | 380            | 6207,12    | 88                  | 166        |
| Павия                          | PV  | Ломбардия             | 540 376          | 708            | 2968,64    | 182                 | 186        |
| Южен Тирол                     | BZ  | Трентино-Алто Адиже   | 532 644          | 555            | 7398,38    | 72                  | 116        |
| Метрополен град Реджо Калабрия | RC  | Калабрия              | 530 967          | 1330           | 3210,37    | 165                 | 97         |
| Реджо Емилия                   | RE  | Емилия-Романя         | 529 609          | 258            | 2291,26    | 231                 | 42         |
| Удине                          | UD  | Фриули-Венеция Джулия | 526 474          | 189            | 4969,30    | 106                 | 134        |
| Сасари                         | SS  | Сардиния              | 484 407          | 65             | 7692,09    | 63                  | 92         |
| Фрозиноне                      | FR  | Лацио                 | 477 502          | 438            | 3247,08    | 147                 | 91         |
| Анкона                         | AN  | Марке                 | 467 451          | 351            | 1963,22    | 238                 | 47         |
| Парма                          | PR  | Емилия-Романя         | 454 873          | 327            | 3447,48    | 132                 | 44         |
| Агридженто                     | AG  | Сицилия               | 423 488          | 24             | 3052,59    | 139                 | 43         |
| Метрополен град Каляри         | CA  | Сардиния              | 422 840          | 55             | 1248,68    | 339                 | 17         |
| Трапани                        | TP  | Сицилия               | 421 256          | 15             | 2469,62    | 171                 | 25         |
| Пиза                           | PI  | Тоскана               | 418 122          | 575            | 2444,72    | 171                 | 37         |
| Алесандрия                     | AL  | Пиемонт               | 417 288          | 314            | 3558,83    | 117                 | 187        |
| Авелино                        | AV  | Кампаня               | 410 369          | 779            | 2806,07    | 146                 | 118        |
| Мантуа                         | MN  | Ломбардия             | 406 919          | 197            | 2341,44    | 174                 | 64         |
| Форли-Чезена                   | FC  | Емилия-Романя         | 395 306          | 1966           | 2378,40    | 166                 | 30         |
| Сиракуза                       | SR  | Сицилия               | 389 344          | 68             | 2124,13    | 183                 | 21         |
| Равена                         | RA  | Емилия-Романя         | 387 970          | 640            | 1859,44    | 209                 | 18         |
| Бриндизи                       | BR  | Пулия                 | 385 235          | 56             | 1861,12    | 207                 | 20         |
| Барлета-Андрия-Трани           | BT  | Пулия                 | 384 801          | 86             | 1542,95    | 249                 | 10         |
| Лука                           | LU  | Тоскана               | 382 543          | 196            | 1773,22    | 216                 | 33         |
| Киети                          | CH  | Абруцо                | 378 840          | 261            | 2599,58    | 146                 | 104        |
| Новара                         | NO  | Пиемонт               | 364 980          | 193            | 1340,28    | 272                 | 87         |
| Потенца                        | PZ  | Базиликата            | 358 401          | 358            | 6594,44    | 54                  | 100        |
| Пезаро и Урбино                | PU  | Марке                 | 456 497          | 384            | 2567,78    | 136                 | 52         |
| Кремона                        | CR  | Ломбардия             | 355 908          | 263            | 1770,46    | 201                 | 113        |
| Катанзаро                      | CZ  | Каляри                | 349 344          | 1269           | 2415,45    | 145                 | 80         |
| Ферара                         | FE  | Емилия-Романя         | 344 510          | 167            | 2635,12    | 131                 | 21         |
| Южна Сардиния                  | SU  | Сардиния              | 133 195          | 43             | 6530,78    | 53                  | 107        |
| Арецо                          | AR  | Тоскана               | 339 172          | 328            | 3233,08    | 105                 | 36         |
| Римини                         | RN  | Емилия-Романя         | 336 798          | 371            | 864,88     | 389                 | 25         |
| Леко                           | LC  | Ломбардия             | 334 961          | 143            | 805,61     | 404                 | 84         |
| Ливорно                        | LI  | Тоскана               | 331 877          | 300            | 1213,71    | 273                 | 19         |
| Пескара                        | PE  | Абруцо                | 316 363          | 332            | 1230,33    | 257                 | 46         |
| Рагуза                         | RG  | Сицилия               | 315 601          | 49             | 1623,89    | 194                 | 12         |
| Мачерата                       | MC  | Марке                 | 310 815          | 223            | 2779,34    | 112                 | 55         |
| Порденоне                      | PN  | Фриули-Венеция Джулия | 310 502          | 106            | 2275,42    | 136                 | 50         |
| Витербо                        | VT  | Лацио                 | 309 795          | 364            | 3615,24    | 88                  | 60         |
| Терамо                         | TE  | Абруцо                | 303 900          | 315            | 1954,38    | 155                 | 47         |

### До 300 000 души
| Провинция           | Код | Регион                | Население (души) | Българи (души) | Площ (км²) | Гъстота (души./км²) | Общини (№) |
| ------------------- | --- | --------------------- | ---------------- | -------------- | ---------- | ------------------- | ---------- |
| Акуила              | AQ  | Абруцо                | 294 838          | 368            | 5047,55    | 58                  | 108        |
| Пистоя              | PT  | Тоскана               | 291 697          | 119            | 964,12     | 303                 | 20         |
| Пиаченца            | PC  | Емилия-Романя         | 286 433          | 558            | 2585,86    | 111                 | 46         |
| Беневенто           | BN  | Кампания              | 272 318          | 141            | 2080,44    | 131                 | 78         |
| Савона              | SV  | Лигурия               | 271 832          | 80             | 1546,29    | 176                 | 69         |
| Сиена               | SI  | Тоскана               | 265 179          | 815            | 3820,98    | 69                  | 35         |
| Прато               | PO  | Тоскана               | 257 073          | 67             | 365,72     | 703                 | 7          |
| Калтанисета         | CL  | Сицилия               | 255 931          | 12             | 2138,37    | 120                 | 22         |
| Ровиго              | RO  | Венето                | 231 734          | 60             | 1819,35    | 127                 | 50         |
| Триест              | TS  | Фриули-Венеция Джулия | 231 445          | 288            | 212,51     | 1089                | 6          |
| Лоди                | LO  | Ломбардия             | 227 412          | 293            | 782,99     | 290                 | 60         |
| Терни               | TR  | Умбрия                | 223 445          | 280            | 2127,18    | 105                 | 33         |
| Гросето             | GR  | Тоскана               | 219 690          | 191            | 4503,12    | 49                  | 28         |
| Ла Специя           | SP  | Лигурия               | 217 418          | 110            | 881,35     | 247                 | 32         |
| Кампобасо           | CB  | Молизе                | 217 362          | 106            | 2925,41    | 74                  | 84         |
| Асти                | AT  | Пиемонт               | 212 010          | 736            | 1510,19    | 140                 | 118        |
| Империя             | IM  | Лигурия               | 209 382          | 157            | 1154,78    | 181                 | 66         |
| Асколи Пичено       | AP  | Марке                 | 206 172          | 137            | 1228,27    | 168                 | 33         |
| Нуоро               | NU  | Сардиния              | 205 205          | 10             | 5638,02    | 36                  | 74         |
| Белуно              | BL  | Венето                | 201 309          | 52             | 3610,20    | 56                  | 61         |
| Матера              | MT  | Базиликата            | 194 853          | 265            | 3478,89    | 56                  | 31         |
| Маса и Карара       | MS  | Тоскана               | 191 685          | 52             | 1154,68    | 166                 | 17         |
| Сондрио             | SO  | Ломбардия             | 180 425          | 83             | 3195,76    | 56                  | 77         |
| Биела               | BI  | Пиемонт               | 174 170          | 102            | 913,28     | 191                 | 74         |
| Фермо               | FM  | Марке                 | 173.800          | 124            | 862,77     | 199                 | 40         |
| Верчели             | VC  | Пиемонт               | 169 390          | 150            | 2081,64    | 81                  | 82         |
| Кротоне             | KR  | Калабрия              | 168 582          | 516            | 1735,68    | 97                  | 27         |
| Ена                 | EN  | Сицилия               | 160 161          | 10             | 2574,70    | 62                  | 20         |
| Вербано-Кузио-Осола | VB  | Пиемонт               | 156 320          | 101            | 2260,91    | 69                  | 74         |
| Ористано            | OR  | Сардиния              | 154 974          | 30             | 2990,45    | 52                  | 87         |
| Вибо Валентия       | VV  | Калабрия              | 154 715          | 1164           | 1150,64    | 135                 | 50         |
| Риети               | RI  | Лацио                 | 152 497          | 168            | 2750,52    | 55                  | 73         |
| Гориция             | GO  | Фриули-Венеция Джулия | 137 795          | 195            | 467,14     | 295                 | 25         |
| Аоста               | AO  | Вале д'Аоста          | 125 034          | 37             | 3260,90    | 38                  | 74         |
| Изерния             | IS  | Молизе                | 83 154           | 39             | 1535,24    | 54                  | 52         |

## Изображения
Това са 20-те региона на Италия със съответните им провинции:
- Сицилия
- Калабрия
- Базиликата
- Пулия
- Кампания
- Молизе
- Абруцо
- Лацио
- Умбрия
- Марке
- Тоскана
- Емилия-Романя
- Лигурия
- Пиемонт
- Ломбардия
- Венето
- Фриули-Венеция Джулия
- Трентино-Алто Адидже
- Вале д'Аоста
- Сардиния